# Hesperoconopa acutistyla
Hesperoconopa acutistyla är en tvåvingeart som beskrevs av Evgenyi Nikolayevich Savchenko 1980. Hesperoconopa acutistyla ingår i släktet Hesperoconopa och familjen småharkrankar. Inga underarter finns listade i Catalogue of Life.